# Mississippiflut 2011

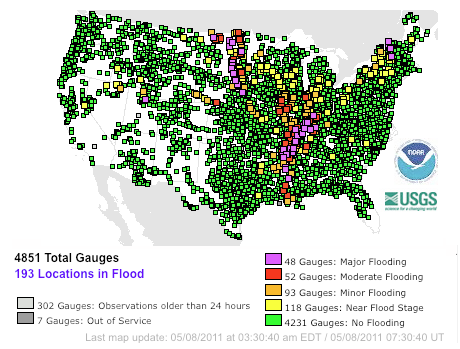
100 Messstellen meldeten am 8. Mai Wasserstände einer mäßigen bis starken Flut

Die Mississippiflut 2011 war eine Überschwemmung am Mississippi, bei der an vielen Stellen die höchsten Pegelstände seit 1927 erreicht wurden und von der ein Gebiet größer als Italien betroffen war. Mitte April 2011 zogen zwei starke Sturm- und Gewitterfronten über das Einzugsgebiet des Stromes hinweg und luden starke Niederschläge ab. Zusammen mit der jährlichen Schneeschmelze erreichte der Strom Anfang Mai Rekordpegelstände. Zu den Gebieten mit weitreichenden Überschwemmungen gehörten Illinois, Missouri, Kentucky, Tennessee, Arkansas, Mississippi und Louisiana. Präsident Barack Obama erklärte die Countys im Westen von Kentucky und Mississippi zu föderalen Katastrophengebieten. Im Bundesstaat Arkansas wurden bis zum 10. Mai mindestens 14 Personen durch die Auswirkungen der Flut getötet. Für Tausende von Häusern wurden durch die Behörden Evakuierungen angeordnet. Die Behörden gehen davon aus, dass durch die Auswirkungen des Hochwassers 13 % der Raffinerieproduktion gestört wurde. Die Fluthöchststände überstiegen an mehreren Orten die historischen Rekordwerte.  
Der Höhepunkt der Flutwelle wurde in Memphis, Tennessee am 10. Mai erreicht; den Süden von Louisiana erreichte das Hochwasser um den 23. Mai. Das United States Army Corps of Engineers gab im Vorfeld bekannt, dass das Gebiet zwischen Simmesport, Louisiana und Baton Rouge, Louisiana 6-9 Meter hoch überschwemmt werde, selbst wenn die Hochwasserentlastungskanäle geöffnet würden.

## Hintergrund

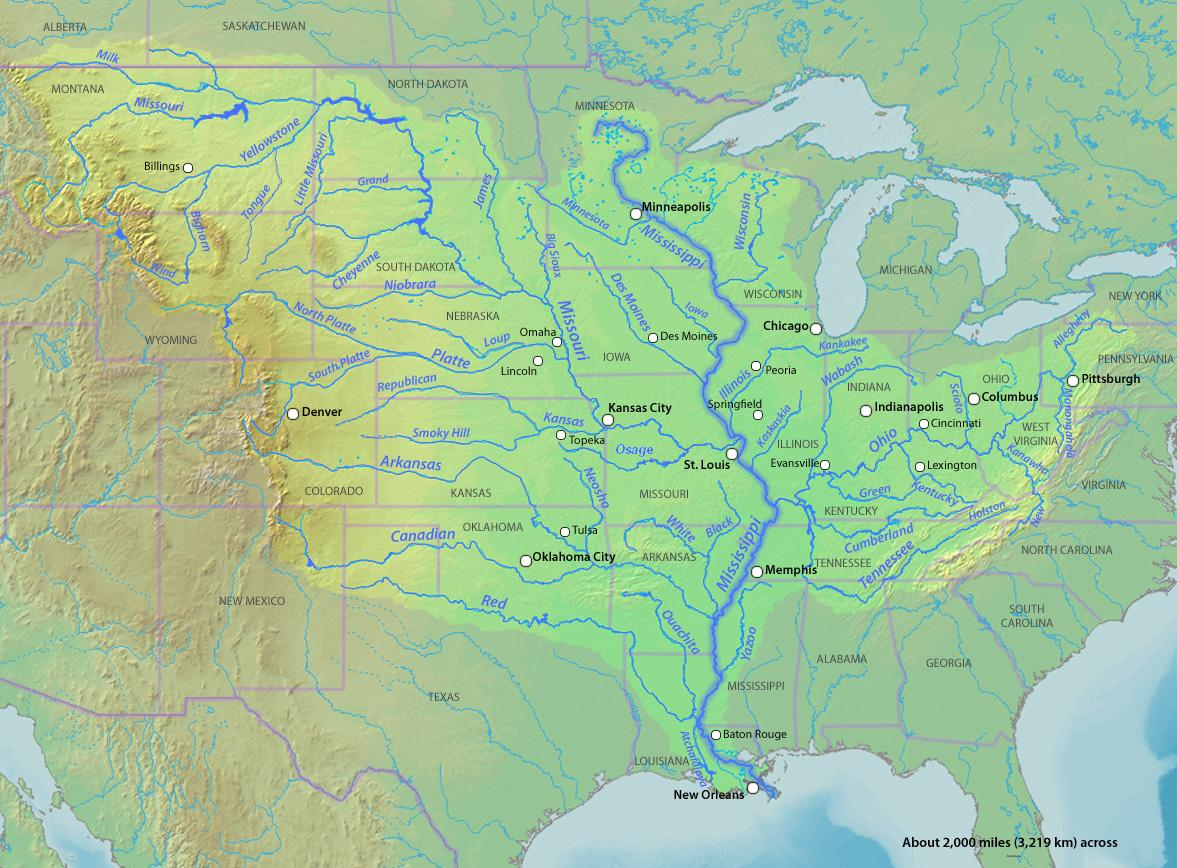
Einzugsgebiet des Mississippi

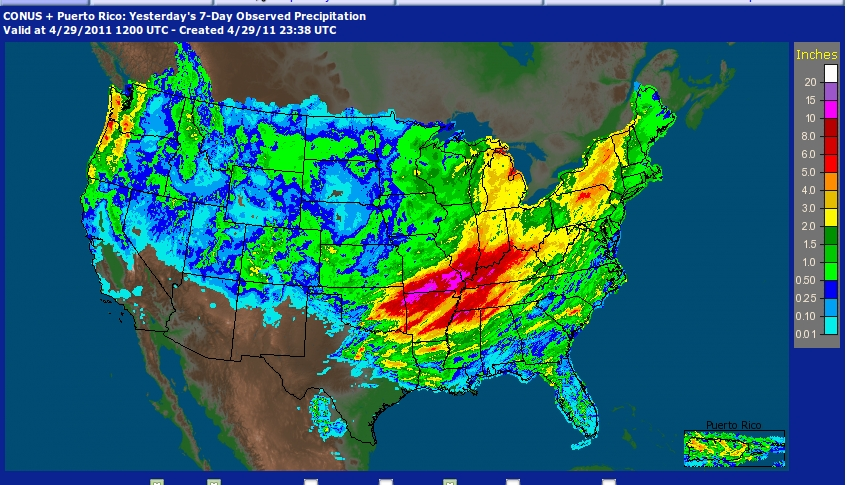
Kumulierte Niederschlagsmengen innerhalb der USA in der Woche bis zum 29. April

Zwischen dem 14. und 16. April erzeugte das Sturm- und Gewittersystem, auf dessen Konto einer der größten Tornado Outbreaks der Vereinigten Staaten geht, große Mengen Niederschlag in den Südstaaten und dem Mittleren Westen. Zwei Wochen später, vom 25. bis 28. April zog eine zweite Gewitterfront durch das Tal des Mississippi und brachte weitere starke Niederschläge mit sich, die zu Sturzfluten führten. Aus diesen Unwettern gingen über 250 Tornados hervor, wodurch 354 Bewohner der betroffenen Bundesstaaten starben. Insgesamt kamen durch die beiden Sturmsysteme 397 Personen zu Tode und die verursachten Sachschäden wurden auf rund 5 Milliarden US-Dollar geschätzt. Die außergewöhnlichen Niederschlagsmengen durch die beiden Gewitterfronten schufen zusammen mit der gleichzeitigen Schneeschmelze im oberen Mittelwesten die Ausgangssituation für einen selbst für diese Jahreszeit unüblichen Anstieg des Wasserstandes des Mississippi und seiner Nebenflüsse.

## Missouri und Illinois

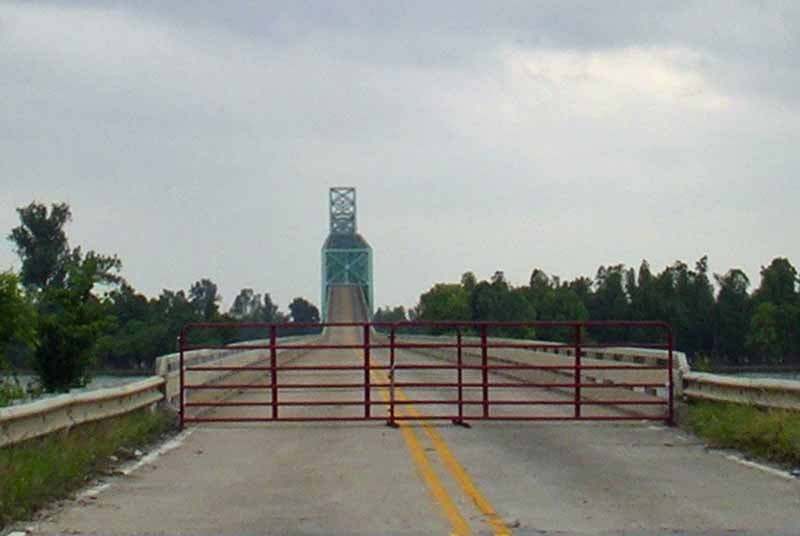
Gesperrte Brücke von Cairo, Illinois nach Missouri

Am 3. Mai sprengte das US Army Corps of Engineers einen 3,5 km langen Abschnitt der Deiche entlang des New Madrid Floodway, wodurch 530 km² Ackerland im Mississippi County, Missouri, unter Wasser gesetzt wurden. Diese Maßnahme wurde durchgeführt, um der Stadt Cairo, Illinois ein rekordbrechendes Hochwasser zu ersparen. Mehr als 200 Bewohner des New Madrid und des Mississippi County wurden gezwungen, ihre Häuser zu verlassen, nachdem am 30. April ein Bundesgericht die geplante Maßnahme genehmigt hatte.
Die Brücke, über die die U.S. Highways 60 und 62 von Cairo nach Missouri verlaufen, musste gesperrt werden.

## Tennessee
In Dyersburg, einer Stadt am Forked Deer River im Nordwesten von Tennessee, wurden mehr als 600 Häuser und Gewerbebetriebe überschwemmt, als das Wasser des Mississippi-Zuflusses in die südlichen Bereiche der Stadt strömte. In Memphis, Tennessee wurden die 5200 Einwohner des gehobenen Wohnviertels Harbor Town evakuiert. Harbor Town liegt auf der Mud Island im Zentrum von Memphis. Am 5. Mai erreichte der Fluss mit einem Pegelstand von 13,5 m den höchsten Stand in Memphis seit 1937, als der Fluss einen Pegelstand von 14,8 m erreichte. Die Flutwelle erreichte in Memphis ihren Höhepunkt am 10. Mai bei einem Pegelstand von 14,6 m. Zahlreiche lokale Wasserläufe sind ebenfalls über die Ufer getreten, darunter Big Creek, Loosahatchie River und Wolf River mit Nonconnah Creek, was zu Überflutungen in Millington und Vorortgebieten in Frayser, Bartlett und East Memphis führte.

## Arkansas
Neben zahlreichen lokalen Straßen wurde auch der Interstate 40, der Memphis, Tennessee und Little Rock, Arkansas verbindet, westlich von Memphis in einem Abschnitt am White River zwischen Hazen and Brinkley überflutet, sodass beide Richtungsfahrbahnen gesperrt werden mussten. Gesperrt werden mussten auch der U.S. Highway 67 bei Pocahontas sowie der U.S. Highway 63 zwischen Portia und Hoxie.

## Mississippi

Die Countys im Westen von Mississippi wurden zu föderalen Katastrophengebieten erklärt

Im Tunica County wurden neun Spielbanken auf vor Anker liegenden Schiffen geschlossen; die zu den Casinos gehörenden Hotelgebäude am Ufer wurden durch das steigende Wasser überschwemmt. Am 5. Mai stand das Erdgeschoss des zu Harrah’s Casino Tunica gehörenden Hotels etwa zwei Meter unter Wasser.  Bei Vicksburg wurde am 5. Mai Highway 465 in Warren County und Issaquena County wegen Hochwassers gesperrt.
Am 5. Mai gab der Gouverneur des Bundesstaates, Haley Barbour, bekannt, dass durch die Bundesregierung der Vereinigten Staaten elf Countys entlang des Mississippi Rivers zu föderalen Katastrophengebieten erklärt wurden und er die amerikanische Bundesregierung ersucht habe, für weitere Countys diesen Status auszurufen. Am 7. Mai waren dreizehn Countys in Mississippi zum Katastrophengebiet erklärt: Adams, Bolivar, Claiborne, Coahoma, DeSoto, Issaquena, Jefferson, Sharkey, Tunica, Warren, Washington, Wilkinson und Yazoo County.
Die vorhergesagten Scheitelhöhen des Hochwassers für Vicksburg und Natchez lagen über den Rekordständen der Flut von 1927.

## Louisiana

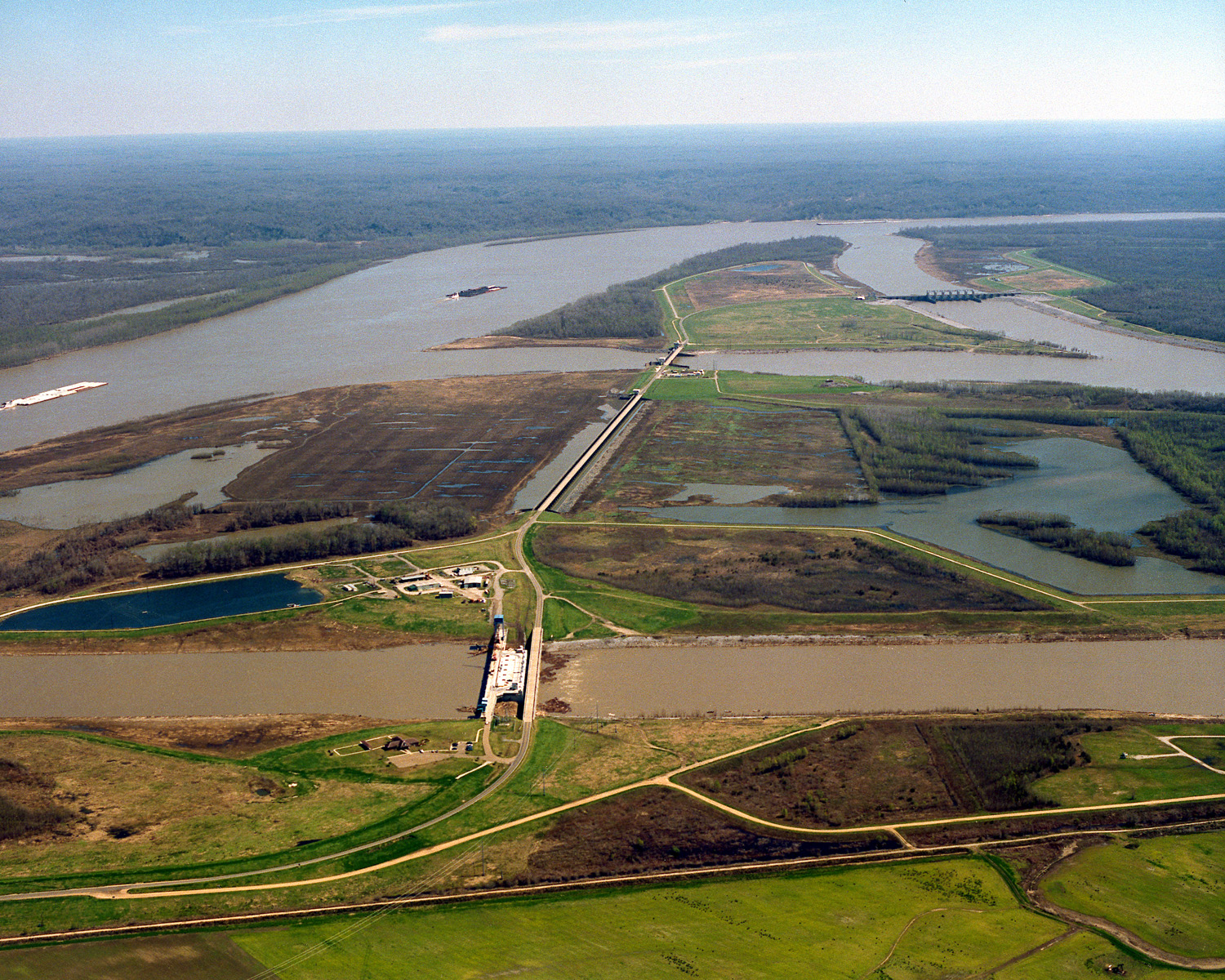
Old River Control Structure, Blick nach Ost-Südost (flussabwärts), mit den drei Staudämmen an den Armen des Atchafalaya River, im Bild rechts. Concordia Parish, Louisiana ist im Bildvordergrund auf der rechten Seite des Mississippi zu sehen, Wilkinson County, Mississippi ist im Bildhintergrund auf dem linken Flussufer zu erkennen.

Der steigende Wasserstand gefährdete die Old River Control Structure im Norden von Louisiana. Dieses Bauwerk dient dazu, die Wassermenge zu beschränken, die vom Mississippi aus in den Atchafalaya abfließen kann. Das U.S. Army Corps of Engineers öffnete am 14. Mai die ersten Teile des Morganza Spillway, eines Hochwasserentlastungskanals, um den Wasserstand und die Abflussmenge an der Old River Control Structure und weiter flussabwärts zu reduzieren. Weitere Tore der Anlage, die aus 125 einzeln zu bedienenden Wehren besteht, wurden in den folgenden Tagen geöffnet. Die Betreiber erwarteten am 16. Mai, dass sie bei konstanten Schätzungen der Abflussmengen 31 Wehre öffnen müssen, um die notwendige Entlastung der Old River Control Structure und der Dämme um Baton Rouge und New Orleans zu erreichen. Das Versagen eines dieser beiden Bauwerke hätte dazu führen können, dass der Mississippi seinen Hauptarm in das Flussbett des Atchafalaya oder in das Atchafalaya Basin verlegt und so ein neues Flussdelta südlich von Morgan City im Süden Louisianas bilden würde, während gleichzeitig die Abflussmenge des derzeitigen Hauptarmes durch Baton Rouge und New Orleans zum derzeitigen Flussdelta im südöstlichen Teil des Bundesstaates drastisch zurückginge. Jeff Masters von Weather Underground warnte davor, dass ein Versagen der Old River Control Structure „ein schwerer Schlag für die US-Wirtschaft wäre und dass die große Mississippiflut von 2011 [dieses Wasserbauwerk] seiner bisher größten Herausforderung unterziehen werde“. Das Army Corps of Engineers (USACE) öffnete den Bonnet Carré Spillway, einen Entlastungskanal vom Mississippi River zum Lake Pontchartrain westlich von New Orleans. Für New Orleans sagte der National Weather Service eine Scheitelhöhe des Hochwassers von 19,5 m voraus, durch Deiche ist die Stadt bis zu einer Hochwasserhöhe von 20 m geschützt.
Die Scheitelhöhe der Flut erreichte nicht die befürchteten Ausmaße, so dass am Morganza Spillway nur maximal 17 Tore geöffnet wurden und das Sperrbauwerk am 7. Juli 2011 wieder vollständig geschlossen werden konnte. Der Bonnet Carre Spillway konnte bereits am 20. Juni wieder geschlossen werden.